# Janez Mencinger
Janez Mencinger [jánez- méncinger], slovenski pisatelj, pesnik, prevajalec in odvetnik, * 26. marec 1838, Brod pri Bohinjski Bistrici, † 12. april 1912, Krško.

## Življenje
Rodil se je v kmečki družini kot najstarejši otrok očeta Gregorja in matere Marije (rojena Sušnik). V Bohinjski Bistrici je obiskoval ljudsko šolo, v letih od 1849 do 1857 gimnazijo v Ljubljani. Do petega razreda gimnazije je stanoval v Alojzijevišču. Študiral je na Dunaju, kjer se je preživljal z inštrukcijami. Vpisal se je na študij klasične filologije (1857–58), nato se je odločil za pravo, ki ga je končal v Gradcu, kjer je 1864 doktoriral. 1862 je postal odvetniški pripravnik pri Radoslavu Razlagu v Brežicah, leta 1871 je po opravljenem pravosodnem izpitu v Kranju odprl svojo odvetniško pisarno, v kateri je bil nekaj časa njegov pomočnik Ivan Tavčar. Tu je bil dejaven tudi kot občinski odbornik, predsednik čitalnice.
Kot odvetnik je bil znan po svoji spretnosti, dobrosrčnosti in poštenosti. Leta 1872 se je poročil z Marijo Barbo iz Vidma pri Krškem in se 1882 preselil v Krško, kjer je nadaljeval svoje odvetniško delo. Bil je izrazit narodnjak, vendar se s politiko ni želel aktivno ukvarjati. Leta 1894 je bil sicer izvoljen za župana Krškega, a je funkcijo dve leti kasneje zaradi bolezni opustil.
Umrl je leta 1912. Pokopan je v parku zaslužnih občanov v Krškem. Nagrobni napis si je sestavil sam: Tukaj vstajenja čaka dr. Janez Mencinger, advokat. Svojega življenja pravdo je začel 26. 3. 1838 in nedovršeno končal 12. 4. 1912. Bodi mu sodba milostljiva. Deset let po smrti, 9. julija 1922, so mu na rojstni hiši odkrili spominsko ploščo.

## Literarno delo
Začetki njegovega literarnega ustvarjanja segajo v srednješolska leta, ko je pisal pod vplivom vajevcev, čeprav dve leti mlajši od njih. Prve pesmi mu je objavil Bleiweis v Kmetijskih in rokodelskih novicah 1855 (Kaznjena kletev) in v naslednjih dveh letih. Med študijem na Dunaju je bil v stikih z vajevci in Stritarjem, tam se je odločil predvsem za pripovedništvo.
Mladostno prozo, ki je bila večinoma objavljena v Slovenskem glasniku (1859–1865), predstavljajo realistične povesti Jerica, Vetrogončič, Bore mladost, Skušnjave in izkušnje. V njih je uveljavil razsvetljensko, predromantično in romantično motiviko iz kmečkega in grajskega življenja (podobno kot pozneje Josip Jurčič). S povestjo Zgubljeni pa spet najdeni sin (1860) je bil prvi izvirni avtor Slovenskih večernic. 
Za drugo obdobje, ki se je po daljšem premoru začelo z ustanovitvijo Ljubljanskega zvona (1881), v katerem je objavljal, pa je značilno poučno vzgojno in družabno zabavno pripovedništvo. Sem sodita satirična povest o podeželjskem malomeščanstvu Mešana gospoda (1881) in slovstvena satira Cmokavzar in Ušperna (1883), v kateri parodira »rovtarsko« pripovedništvo Antona Kodra. Predmet njegove parodije sta bila v nekaterih spisih še Jovan Vesel Koseski in Anton Mahnič.
Žanrskim zvrstem pripadata antiutopični roman Abadon (s podnaslovom »bajka za starce«) po zgledu ameriškega pisatelja in socialista Bellamyja, v katerem svari pred posledicami gmotnega napredka, in najboljše delo – potopisni esej Moja hoja na Triglav, v katerem je z dobrodušnim humorjem prikazal slovenske kulturne in zgodovinske razmere ter oživil spomine na svoje sodobnike.
Njegov slog je prepoznaven po duhovitem in hudomušnem kramljanju, modrovanju, preprostosti in neologizmih. Pisal je pod različnimi psevdonimi: Jankomir, Sivor in Nejaz Nemcigren.
Po letu 1897 je zaradi zdravstvenih težav prenehal s pisanjem in se posvetil prevajanju ruskih klasikov, predvsem Puškina in Lermontova.

## Poimenovanja
- Mencingerjeva ulica: Bohinjska Bistrica, Celje, Kranj, Krško, Ljubljana, Maribor
- Dom dr. Janeza Mencingerja, Ravne v Bohinju
- Osnovna šola dr. Janeza Mencingerja, Bohinjska Bistrica